# Goessel
Goessel est une ville du comté de Marion, situé dans le Kansas, aux États-Unis. En 2010 sa population était de 539 habitants.